# RELíGIO – Westfälisches Museum für religiöse Kultur

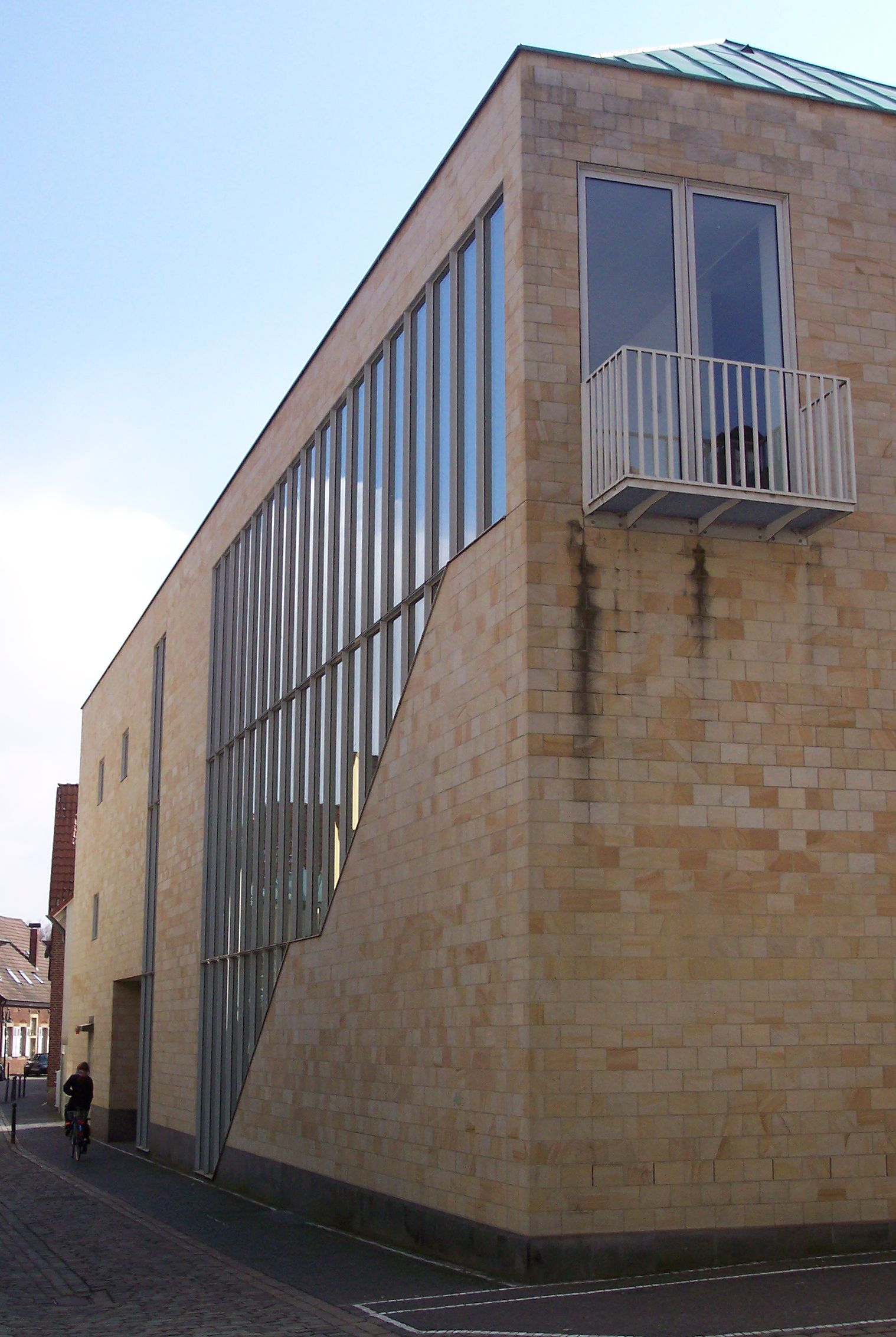
RELíGIO – Westfälisches Museum für religiöse Kultur in Telgte

Das RELíGIO – Westfälisches Museum für religiöse Kultur in Telgte ist ein Museum, das sich vornehmlich der Religiosität der Menschen in Westfalen in Geschichte und Gegenwart widmet. Entstanden ist es aus dem Krippenmuseum Telgte und dem Museum Heimathaus Münsterland. Seit 2011 trägt es den neuen Namen „RELíGIO“, der auf den Zusammenhang von Region und Religion hinweisen soll. Seit April 2012 präsentiert das Museum seine Ausstellungen auf insgesamt 1500 m². In die Dauerausstellung des Museums wurden Teile der Krippenausstellung und das Telgter Hungertuch aufgenommen.

## Konzeption
Das neue Museum RELíGIO widmet sich wie seine Vorgänger der regionalen Frömmigkeitsgeschichte, dem Wandel der Weihnachtsbräuche und lokaler Geschichte, wie die der Telgter Wallfahrt und dem Leben von Kardinal von Galen. Jedoch sollen diese Themen durch die Neukonzeption in den größeren Zusammenhang der Religiositätsgeschichte Westfalens eingeordnet werden.

## Geschichte
Das Museum basiert auf einer Sammlung von Weihnachtskrippen, die 1934 erstmals ausgestellt wurde. Den Grundstock legte der 1934 als Münsterscher Stadtrat und Zentrumspolitiker von den Nationalsozialisten aus dem Amt gejagte Paul Engelmeier. Dieser zog sich mit seiner Familie in den Marienwallfahrtsort Telgte zurück und rief hier in der ehemaligen Pastoratsscheune das „Heimathaus“ ins Leben, das auf wechselnde Ausstellungen ausgelegt war. Hierzu zählten die regelmäßig und alljährlich in der Advents- und Weihnachtszeit abgehaltenen Krippenschauen. 
1937 wurde das Museum auf Betreiben seines Gründers nach Plänen von Dominikus Böhm erweitert. 1983 wurde ein Erweiterungsbau mit modernen Ausstellungsflächen fertiggestellt. Auf der Basis dieses so geschaffenen Sammlungsbestandes entstand 1994 das Krippenmuseum, das anhand der ausgestellten historischen und gegenwärtigen Krippen die Geschichte des Krippen-Brauches beschreibt. 
Der Bau des Museums nach den Plänen des Architekten Josef Paul Kleihues, der dafür 1995 den Deutschen Naturstein-Preis erhielt, wurde von der NRW-Stiftung und vom Landschaftsverband Westfalen-Lippe finanziell gefördert. 1994 fand die Eröffnung im Beisein des damaligen Ministerpräsidenten von Nordrhein-Westfalen, Johannes Rau, statt. Das ganzjährig geöffnete Museum zeigt sich dem Betrachter als lang gestrecktes, dreigeschossiges Gebäude aus Ibbenbürener Sandstein und mit einem Kupferdach. Während die Materialien mit der barocken Wallfahrtskapelle korrespondieren, setzt sich die Architektur mit geraden Linien und klarer Formgebung ab. Beherrschend ist eine große Fensterwand, durch die das Geschehen im Innern des Museums mit der Außenwelt verbunden bleibt.
Im Jahre 2011 wurden das ehemalige Museum Heimathaus Münsterland und das Krippenmuseum unter dem Namen RELiGIO (offiziell: RELíGIO – Westfälisches Museum für religiöse Kultur) unter einer gemeinsamen Konzeption und Organisation zusammengeschlossen. Für das Telgter Hungertuch wurde 2011/2012 ein weiterer Anbau errichtet.

## Ausstellungen

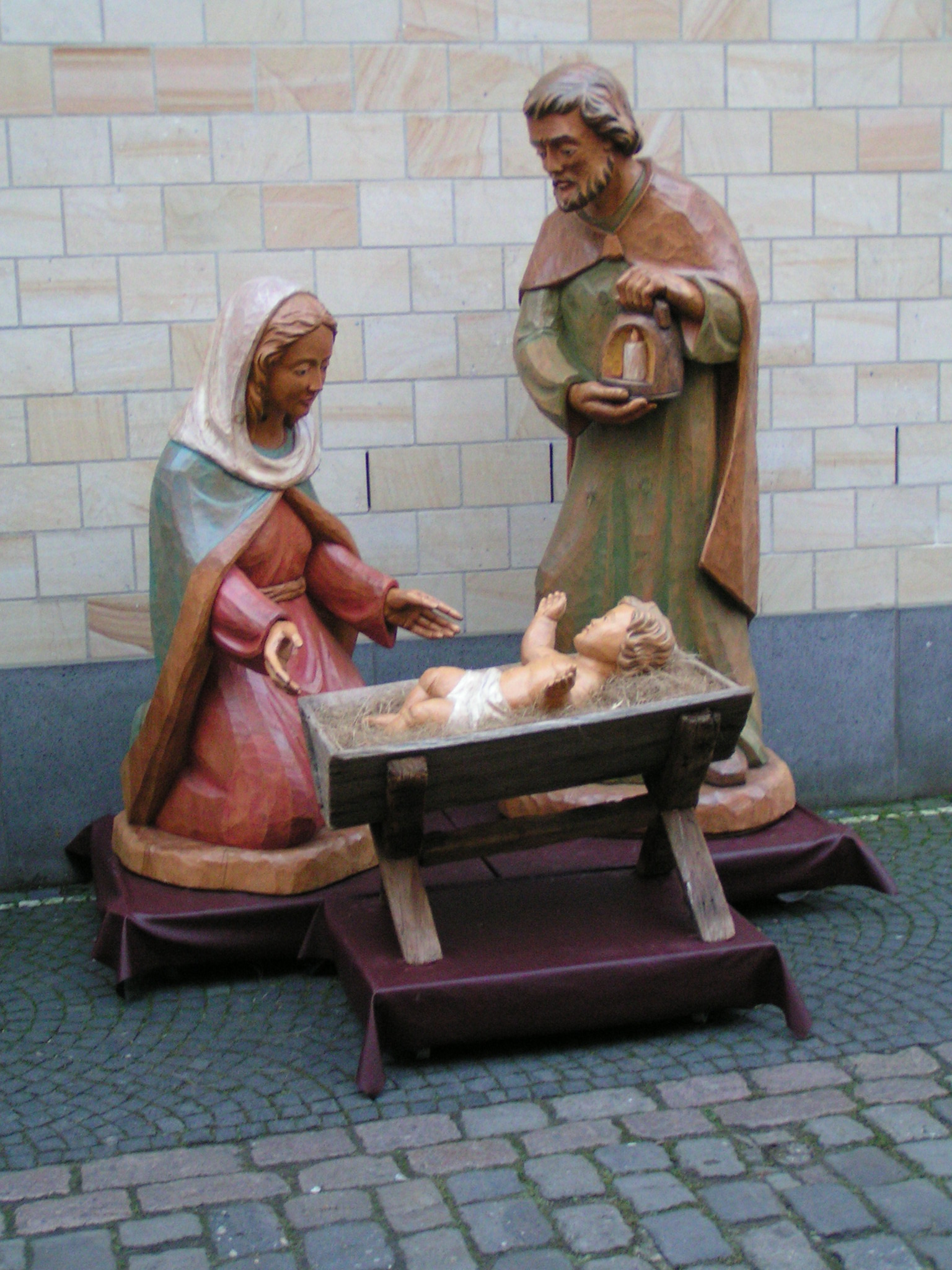
Exponat der Krippenausstellung

### Dauerausstellung
Im Erdgeschoss und erstem Obergeschoss befindet sich eine Ausstellung zur Religiositäts- und Frömmigkeitsgeschichte mit starkem Bezug zur Region Westfalens. Im Rahmen der Ausstellung wird unter dem Titel Religiöse Vielfalt heute – der Tisch der Religionen auch auf aktuelle Entwicklungen, z. B. der civil religion, der Zuwanderung des Islam, eingegangen. Die Inszenierung stammt vom Bühnenbildner und Szenographen Michael Wienand. Im ersten Stockwerk wird die lebensbegleitende Funktion von Religion von der Geburt bis zum Tod anhand zahlreicher Ausstellungsstücke dargestellt (Übergangsriten), die Dauerausstellung des zweiten Obergeschosses befasst sich mit den religiösen Festen im Jahreslauf. Die Geschichte des Weihnachtsfestes wird mit 150 Krippendarstellungen illustriert. Darunter befinden sich wertvolle historische Krippen sowie Objekte aus Afrika und Südamerika. Zur Dauerausstellung des Museums gehören auch die Glaubenslandschaft Westfalen, in der die konfessionell unterschiedlichen Regionen vorgestellt werden, sowie eine Abteilung zur Geschichte der Telgter Wallfahrt und zum Leben und Wirken von Clemens August Graf von Galen.

### Krippenausstellung und Sonderausstellungen
In der Winterzeit gibt es seit der Museumsgründung jährlich eine große Sonderausstellung mit zeitgenössischen Krippen. Am Ende der Ausstellung wird der Bischof-Tenhumberg-Preis an Künstler verliehen.
In der Sonderausstellung Vom Allmächtigen zum Leibhaftigen (2016) wurden aus einer Privatsammlung Werke aus dem holländischen Barock des 17. Jahrhunderts dem Schaffen zeitgenössischer Künstler gegenübergestellt.

### Telgter Hungertuch
Als wertvollstes Kunstwerk beherbergt das Museum das Telgter Hungertuch von 1623. Das 7,4 m × 4,4 m große Leinentuch enthält 33 Bildfelder, die in Filetstopfarbeit hergestellt sind. Die Darstellungen beschreiben das Leiden und die Auferstehung Jesu Christi sowie Vorbilder der Passion aus dem Alten Testament. 